# Hyderabad, India
Hyderabad este capitala statului Telangana și capitala de jure a statului Andhra Pradesh din India.

## Personalități născute aici
- Satya Nadella (n. 1967), om de afaceri, director al Microsoft;
- Diana Hayden (n. 1973), actriță, fotomodel;
- Sushmita Sen (n. 1975), actriță și fotomodel.